# Akima Paul Lambert
Akima Paul Lambert, est une avocate britannique qui milite pour la diversité et l'inclusion, en mettant particulièrement l'accent sur les questions liées au genre et à la race. 

## Biographie
Akima Paul Lambert est originaire de la petite île caribéenne de la Grenade, où elle grandit. Après avoir terminé ses études secondaires, elle obtient une bourse pour poursuivre ses études au Royaume-Uni, où elle est acceptée pour étudier le droit au Clare College de l'Université de Cambridge. 
Durant ses études à Clare College, elle est grandement marquée par le vécu de son professeur en droit romain, Kurt Lipstein, qui fait partie du dernier survivant de la génération d'avocats allemands réfugiés venus en Grande-Bretagne dans les années 1930. Malgré la douleur et la discrimination, l'enthousiaste qu'il a envers la loi, inspire Akima Paul Lambert. 
Après avoir obtenu une maîtrise (Hons) de l'Université de Cambridge, Akima Paul Lambert poursuit ses études à Paris où elle décroche une maîtrise en droit comparé et commercial de l'Université Paris II Panthéon-Assas. Par la suite, elle s'établit à Londres. 
Elle possède maintenant une double citoyenneté, celle de la Grenade et du Royaume-Uni, et elle est qualifiée pour exercer le droit à la fois au Royaume-Uni et aux États-Unis. 

Au début, elle est frappée par la différence entre la Grenade, où la population est majoritairement noire, et sa nouvelle ville.
« Il y avait un sens différent de ce que cela signifiait d'être noir lorsque j'ai déménagé au Royaume-Uni. Je ne me suis jamais senti comme une minorité grandissant – nous avions un Premier ministre noir, un chef de police noir. Maintenant, au Royaume-Uni, il y avait une attente différente sur moi. » dit-elle.

## Carrières
Akima Paul Lambert s'engage dans diverses activités, toutes marquées par son intérêt pour l'expression créative. Elle explore cet intérêt à travers l'écriture, les arts visuels et sa carrière dans le domaine juridique. 

### Domaine juridique
Akima Paul Lamber travaille pour le cabinet d'avocat de Hogan Lovells. Elle occupe le poste d'associée, se consacrant principalement à des litiges commerciaux de nature complexe. Parallèlement, elle apporte également son expertise à la pratique juridique axée sur la région caribéenne au sein du cabinet.

L'entrepreneuriat juridique transforme l'industrie du droit, et Akima y joue un rôle en adoptant des modèles d'affaires innovants et en repensant les services juridiques traditionnels, remodelant ainsi l'ensemble du secteur.
« Une approche entrepreneuriale de la pratique du droit est l'une des principales différences entre les pratiques réussies et infructueuses – les entreprises qui ne parviennent pas à innover et à réagir aux changements de l'environnement juridique sera dépassé. » Affirme t-elle.
En s'engageant dans cette dimension de l'évolution actuelle de la pratique juridique, Akima prend en considération les implications de la compétition accrue. La réalisation ou la non-réalisation des objectifs dépend en grande partie de sa compétence à adopter le rôle d'avocate-entrepreneure. Cela implique notamment la mise en avant d'une identité professionnelle distincte, ainsi que l'établissement et la promotion de relations personnelles avec les clients.
De plus, Akima Paul Lamber participe à l'équipe qui conseille une entreprise importante dans les procédures issues d'un projet de nettoyage d'1 milliard de dollars pour la rivière Fox aux États-Unis, ayant abouti à une récupération de plus de 800 millions de dollars en dividendes.
De 2010 à 2015, elle siège au Forum des associés de la City of London Law Society.

### Discriminations au travail
Akima Paul Lambert fait partie du groupe restreint des 1% de partenaires noirs au sein du cabinet d'avocats Hogan Lovells. La dernière fois qu'une personne noire a occupé une place dans ce cabinet date de 1904.
« Je le vois comme un privilège. J'ai le privilège d'être un modèle pour les jeunes avocats noirs qui gravissent les échelons. J'espère également inspirer des personnes d'autres milieux non traditionnels - si je peux le faire, vous aussi. » dit-elle.
Les personnes issues de groupes ethniques minoritaires, notamment les femmes, rencontrent souvent des obstacles pour accéder aux postes de direction, surtout dans le domaine juridique. Même avec des discours de diversité et d'inclusion, les avocats de minorités occupent peu de postes de direction dans les cabinets malgré leur présence dans les conseils d'administration.
« Le droit des sociétés n'est pas un domaine facile à pénétrer et à exceller et c'est difficile pour tous. J'ai été confronté à des défis sur le lieu de travail - il n'est pas du tout facile de progresser en tant que jeune femme noire immigrée dans un environnement très traditionnel et conservateur. Le plus grand défi auquel j'ai été confronté était de devoir faire mes preuves à maintes reprises à toutes les étapes de ma carrière: Je n'ai jamais bénéficié d'une présomption de compétence même en tant qu'ancien élève de l'Université de Cambridge et de la LSE. » déclare-t-elle.

### Cofondatrice de Creating Pathways
Akima Paul Lamber est la cofondatrice de Creating Pathways, un programme de mentorat qui aide les associés noirs à continuer de progresser dans le respect de la loi.

### Bénévole
Akima Paul Lamber est très engagée dans le bénévolat et participe activement à des projets bénévoles, tout en coordonnant diverses initiatives pro bono liées au développement économique international et aux droits de l'homme.
Elle aide à créer une ligue de football du sud de Londres pour les enfants handicapés.

### Ambassadrice
Elle trouve également le temps de s'engager dans la vie publique en tant qu'ambassadrice non résidente de la Grenade au Vatican et l'ambassadrice à la Cour de St-James au Royaume-Uni,.

## Prix & distinctions
Akima Paul Lamber est nommée pour les Black British Business Awards dans la catégorie des services professionnels, l'un des douze prix distincts.
Elle est l'une des lauréates les plus jeunes à avoir reçu le prix Global 500 des Nations unies en reconnaissance de son plaidoyer en faveur des questions environnementales,.
Elle est aussi désignée comme un exemple à suivre en tant que futur leader par EMpower 2020, une initiative qui identifie les individus destinés à jouer un rôle de premier plan pour les minorités ethniques, grâce à leurs contributions substantielles à l'inclusion de ces groupes sur le lieu de travail.

## A voir aussi